# Werwolf (österreichische Band)
Werwolf war eine österreichische Black-Metal-Band, die ein nietzscheanisches Konzept verfolgte und Anfang der 1990er durch militante Aussagen provozierte.

## Bandgeschichte
Die Band Werwolf stammte aus dem Umfeld des „Austrian Black Metal Syndicate“, eines losen Verbunds österreichischer Black-Metal-Musiker um Pervertum, Pazuzu und Golden Dawn. Schlagzeuger der Gruppe war Trifixion of the Horned King, der früher auch bei der verfeindeten Band Summoning engagiert war. Der Sänger der Band war Michael Piesch, der Chef von Lethal Records, der sich für das Album den Namen „Hagen“ gab. Die Gitarre bediente René Kramer, der Gitarrist von Cadaverous Condition, und deren Sänger Wolfgang Weiss steuerte Texte und Hintergrundgesang bei. Das erste Lebenszeichen der Band erschien 1995 auf einem Labelsampler von Nuclear Blast, ein Rohmix des Liedes War Is King and Father of All. 1996 folgte das Debütalbum Zeitenwende – Only the Strong Survive... War/Inferno auf dem Label Lethal Records. Nachdem Lethal Konkurs anmeldete, löste sich die Band ebenfalls auf.

## Musikstil und Ideologie
Musikalisch beinhaltete das Album typischen schnell gespielten Black Metal, allerdings angereichert um diverse Samples, unter anderem aus Lili Marleen und Faust. Laut Robert Müller vom Metal Hammer „trifft Venom-mäßiger Sound auf Bombenalarm und Soldatenlieder“.
Die Band provozierte durch ein sozialdarwinistisches Konzept, das sich auf die Schriften von Friedrich Nietzsche beruft, dessen Werke aus dem Zusammenhang gerissen im Beiheft der CD zitiert wurden. Passend dazu entwickelte die Band zudem ein kriegerisches Konzept, so ließ sich Hagen im Beiheft mit einer Flinte und Corpsepaint ablichten, andere Mitglieder der Band posieren mit Machete und Armeehosen. Zudem enthält das Album Samples aus NS-Propagandafilmen Ewiger Wald und Opfer der Vergangenheit, wobei die Band aber rechtsextreme Einflüsse verneinte. Im Ablaze-Magazin wurde das Album als „Vernichtungsschlag“ angekündigt; die Band wolle „allen Nordmännern und sonstigen Weicheiern zeigen, wo der Hammer hängt“. Liedtitel wie War Is King and Father of All oder Under the Flag of the Sunwheel offenbarten laut des Magazins „eine eher unkritische Haltung zu kritischen Themen, was zu explosiven Diskussionen führen dürfte“. Laut Müller verstand die Band ihr Album „als eine Art Extremsatire zum herrschenden Black Metal-Boom, sie kontrastieren dessen romantisierende Zivilisationsflucht inkl. Blut-und-Erde-Beigeschmack mit ‚modernem‘ Nihilismus, martialisieren das Outfit mit Sturmgewehren und rüsten ideologisch mit Nietzsche auf. Eine bestürzende Groteske, deren Anschmiegen an militaristische Ästhethik und deren Spiel mit sozialdarwinistischen Gedanken für alles zwischen Kopfschütteln und vollmundigem Neonazi-Vorwurf sorgen wird. Das ist nicht das Ziel von Werwolf; wenn überhaupt spielen sie auf makabre Art mit der Paranoia, die sie wie nach dem Weltkrieg die gleichnamigen, eher mythischen Nazi-Untergrundkämpfer erzeugen wollen. Mir persönlich graut vor der Wirkung – zeichnet sich doch die unübersichtliche Black Metal-Szene durch hinreichend viele Bekloppte aus und Bands, die sich ähnlich auf des Messers Schneide tanzend zeigen, aber deutlich dubioseren Ursprungs sind.“ In einem Interview mit dem Magazin Ablaze griff Sänger Hagen die österreichische Black-Metal-Szene um Abigor und Summoning scharf an. Er bezeichnete Silenius von Summoning als „Märchenfee“ (wegen der Vorliebe der Band für den Herrn der Ringe) und gab ihm den Tipp, ihm „nicht in die Quere zu kommen“. Das Interview sorgte für einige Kontroversen in folgenden Ausgaben.

## Diskografie
- 1995: War Is King and Father of All auf Nuclear Blast Soundcheck – Series Volume 3 (Nuclear Blast)
- 1996: Zeitenwende – Only the Strong Survive... War/Inferno (Lethal Records)